# 札幌証券取引所で上場廃止となった企業一覧
札幌証券取引所で上場廃止となった企業一覧（さっぽろしょうけんとりひきじょでじょうじょうはいしとなったきぎょういちらん）は、過去に札幌証券取引所で上場廃止となった企業の一覧である。
主に倒産や株式非公開化に伴って上場廃止になった企業について記述する。株式交換や合併による上場廃止はここでは記述しない。

## 2000年以前
- ほくそう（1970年3月26日、札証 8128）
- 羽幌炭礦鉄道（1970年、札証 1524）
- ミツウマ（1983年11月5日、札証 5141）
- 函館製網船具（1998年1月7日、札証 8106）破産

## 2002年
- そうご電器（2002年2月12日、札証 8177）、民事再生法適用申請

## 2003年
- 北海道振興（2003年5月10日、札証 8837）、民事再生法適用申請

## 2009年
- 中道機械（2009年3月6日、札証 8094）、民事再生法適用申請
- ナノテックス（2009年3月7日、札証アンビシャス 7772）、株式公開買付け

## 2011年
- オストジャパングループ（2011年5月13日、札証アンビシャス 2757）、株式公開買付け
- インネクスト（2011年9月28日、札証アンビシャス 6660）、破産手続開始申立

## 2012年
- 日本産業ホールディングズ（2012年1月23日、札証アンビシャス 4352）、有価証券報告書虚偽記載
- クラウドゲート（2012年3月23日、札証アンビシャス 2140）、有価証券報告書虚偽記載
- RHインシグノ（2012年3月30日、札証 8514）、時価総額基準抵触

## 2013年
- アキナジスタ（2013年8月11日、札証アンビシャス 2495）、不適当合併